# داميون جيمس
داميون جيمس (بالإنجليزية: Damion James)‏ مواليد 7 أكتوبر 1987 في هوبز، هو لاعب كرة سلة أمريكي بدأ مسيرته الاحترافية في سنة 2010 حيث تم اختياره من قبل فريق أتلانتا هوكس خلال الدرافت، يلعب في دوري بورتوريكو لكرة السلة ويحمل الرقم 9. يبلغ طوله 6 قدم 7 بوصة (2.0 م).

## فرق لعب لها
- بروكلين نتس
- سان أنطونيو سبرز
- لو مان سارت باسكت
- سيدني كينجز

## إحصائيات المسيرة

### الموسم الاعتيادي
| السنة   | الفريق           | لعب | بدأ | دقيقة | ميداني% | ثلاثية | حرة   | ارتداد | صنع | استلاب | تصدي | نقطة |
| ------- | ---------------- | --- | --- | ----- | ------- | ------ | ----- | ------ | --- | ------ | ---- | ---- |
| 2010–11 | بروكلين نتس      | 25  | 9   | 16.1  | .447    | .000   | .643  | 3.4    | .8  | .6     | .5   | 4.4  |
| 2011–12 | بروكلين نتس      | 7   | 7   | 24.3  | .371    | .000   | .667  | 4.7    | .4  | 1.0    | 1.0  | 4.9  |
| 2012–13 | بروكلين نتس      | 2   | 0   | .0    | .000    | .000   | .000  | .5     | .0  | .0     | .0   | .0   |
| 2013–14 | سان أنطونيو سبرز | 5   | 1   | 10.0  | .222    | .000   | 1.000 | 2.4    | .6  | .0     | .2   | 1.2  |
| المسيرة |                  | 39  | 17  | 16.0  | .415    | .000   | .667  | 3.4    | .7  | .6     | .5   | 3.8  |

## روابط خارجية
- داميون جيمس على موقع إن بي أي (الإنجليزية)
- داميون جيمس على موقع سبورتس رفرنس (الإنجليزية)
- داميون جيمس على موقع كرة السلة الأوروبية.كوم (الإنجليزية)
- داميون جيمس على موقع كلية كرة السلة في سبورتس رفرنس.كوم (الإنجليزية)
- داميون جيمس على موقع ريلجم (الإنجليزية)
- داميون جيمس على موقع بروبوليرز (الإنجليزية)
- داميون جيمس على موقع سبورتس رفرنس (الإنجليزية)
- داميون جيمس على موقع سبورتس رفرنس (الإنجليزية)